# Olimpíadas de Conhecimento
As Olimpíadas de Conhecimento, também conhecidas como "Olimpíadas Científicas", são competições intelectuais entre estudantes, normalmente de ensino fundamental ou médio, ou ainda de cursos universitários de graduação, que consistem na realização de provas ou trabalhos. O nome é inspirado nas olimpíadas esportivas, em que atletas especialmente treinados competem por medalhas e cultivam seus laços culturais e o espírito de excelência.
Tradicionalmente, as competições nas olimpíadas de conhecimento acontecem por meio de provas escritas e práticas (por exemplo, experimental em olimpíadas de física ou observacional em olimpíadas de astronomia), às quais são dadas notas e, a partir destas, distribuídas medalhas. Algumas olimpíadas, notadamente as de filosofia, envolvem a produção de textos. Além disso, alguns modelos muito diferentes são praticados - notadamente o do IYPT.

## História

### Leste Europeu
As primeiras olimpíadas de conhecimento, no formato moderno, foram competições entre liceus nos Reinos da Romênia e da Hungria, no final do século XIX.
Na Romênia, a partir de 1883 passa a ser publicada a revista Recreaţii Ştiinţifice (Recreação Científica), focada em problemas de matemática e física para escolas; em 1885 começam as primeiras competições entre liceus da capital, Bucareste. Em 1895 começa a circular outra revista importante, a Gazeta Matematică; em 1905 começa a primeira competição nacional de matemática.
Na Hungria a história é similar: em 1894 a Sociedade de Matemática e Física da Hungria lança a revista Középiskolai Matematikai és Fizikai Lapok (Páginas de Matemática e Física para o Ensino Médio, ou KöMaL), e no mesmo ano lança junto sua primeira competição de problemas, voltada a estudantes do último ano da escola. Em 1925, a competição ganhou o nome de Competição de Matemática Loránd Eötvös, em homenagem ao físico húngaro, inventor, entre outras coisas, do pêndulo de torção. Em 1947, após a Segunda Guerra Mundial, a competição foi retomada com o nome de Competição József Kürschák, em homenagem a um dos primeiros entusiastas do torneio.

### União Soviética
As primeiras competições que utilizaram o nome 'olimpíada' foram a Olimpíada de Matemática de Leningrado, em 1934, e a Olimpíada de Matemática de Moscou em 1935. O nome foi uma ideia do matemático e polímata russo Boris Delone. Sobre as origens dessa olimpíada, Vladimir Odinets explica:  
No início de 1912, o primeiro Congresso Russo de Professores de Matemática foi sediado em São Petersburgo, tendo entre seus participantes professores de todas as províncias da Rússia e das mais importantes universidades, um total de 1217 participantes e convidados. Entre as ideias apresentadas no congresso para contribuir para um domínio maior da matemática, havia a ideia de disputa entre estudantes, em diferentes formas, assim como uma forte individualização dos trajetos de conhecimento.
O modelo foi lentamente se espalhando entre as cidades industriais da União Soviética e de outros países Leste Europeu, até que, em 1959, foi criada a Olimpíada Internacional de Matemática (IMO, da sigla em inglês). Nesta primeira edição, participaram União Soviética, Hungria, Romênia, Bulgária, Tchecoslováquia, Polônia e Alemanha Oriental.
Nas décadas seguintes, outras olimpíadas internacionais foram fundadas, primeiro em disciplinas mais relacionadas à matemática, mas depois em outras. Assim, em 1967 a Polônia organizou a primeira IPhO (com a participação da Bulgária, Hungria, Romênia e Tchecoslováquia); no ano seguinte, a Tchecoslováquia sediou a primeira IChO (que tiveram Polônia e Hungria como participantes. A primeira IOI foi organizada em 1989 no Cazaquistão, seguidas, em um espaço de sete anos, por Biologia, Filosofia, Astronomia e Geografia.

### Brasil
No Brasil, as primeiras competições foram também de matemática: houve uma Olimpíada Ginasiana de Matemática Moderna, em 1967 e 69; a Olimpíada Paulista de Matemática a partir de 1977, e a Olimpíada Brasileira de Matemática a partir de 1979. Depois disso, houve alguns atos isolados, como a realização de uma olimpíada de química pelo Instituto de Química da Universidade de São Paulo em 1986. Mas a primeira onda de olimpíadas só viria uma década depois, primeiro com a fundação da atual OBQ em 96 (desta vez organizada pela Universidade Federal do Ceará), seguida pela OBA em 98 e pela OBF e OBI em 99. O assunto ganhou interesse governamental em 2005, com a criação da OBMEP, patrocinada e gerida pelo Governo Federal.

## Internacionais
Ver artigo principal: Olimpíadas Internacionais de Ciências
Existem treze olimpíadas internacionais até hoje, nas áreas de Matemática, Física (duas), Química, Informática, Astronomia (duas), Geografia, Ciências da Terra, Biologia, Linguística, Filosofia e Economia. Além disso, existem diversas olimpíadas regionais do nosso subcontinente, como as Iberoamericanas de Matemática, Física e Informática, a Latinoamericana de Astronomia e as Cone Sul e Rioplatense de Matemática.

## No Brasil
Olimpíadas de Conhecimento têm-se proliferado bastante no Brasil nos últimos anos, tanto em termos de participantes como em número de olimpíadas. A maior parte foi criada a partir das suas internacionais correspondentes.

### Matemática
As olimpíadas mais antigas no Brasil são de matemática. A primeira competição foi chamada de Olimpíada Ginasiana de Matemática Moderna, e aconteceu em duas edições (1967 e 69) organizadas pelo Grupo de Estudo do Ensino de Matemática, grupo presidido na época por Osvaldo Sangiorgi e fundamental para o movimento da Matemática Moderna. A segunda edição desta olimpíada contou com a participação de 400 mil alunos.
Dez anos depois, em 1977, aconteceu a primeira edição da Olimpíada Paulista de Matemática (OPM), organizada pela Academia de Ciências do Estado de São Paulo, presidida na época por Shigueo Watanabe. A primeira edição da OPM contou com a participação de 1,8 milhões de estudantes do estado de São Paulo. A partir da terceira edição da OPM, uma equipe brasileira participou da IMO 79, em Londres, o que levou a criação da Olimpíada Brasileira de Matemática (OBM), pela Sociedade Brasileira de Matemática.
Hoje, a OBM é organizada conjuntamente pela Sociedade Brasileira de Matemática e pelo Instituto de Matemática Pura e Aplicada (onde fica sua sede administrativa), e permite a participação de alunos desde o sexto ano do ensino fundamental até o fim do ensino médio. Além disso, ela é uma das únicas olimpíadas brasileiras que possui uma fase universitária, que dá ingresso para a International Mathematical Competition for University Students (IMC) e a Competencia Iberoamericana Interuniversitária de Matemáticas (CIIM).
Os alunos com melhor desempenho na OBM são convidados para a Semana Olímpica, um dos principais eventos olímpicos do país. A olimpíada também está envolvida com diversas outras olimpíadas supra-nacionais, como a Olimpíada Iberoamericana de Matemática, a Olimpíada de Matemática do Cone Sul, a Olimpíada de Maio e o concurso aberto Canguru Sem Fronteiras. Em 2010, o Brasil participou pela primeira vez da competição Romenian Masters in Mathematics, para a qual são convidados apenas os países com melhor desempenho na IMO.
Em 2005, foi fundada a Olimpíada Brasileira de Matemática das Escolas Públicas, coordenada pelos ministérios da educação e da ciência e tecnologia em conjunto com a Sociedade Brasileira de Matemática, com o objetivo de fomentar a excelência acadêmica e o ensino de matemática no ensino público brasileiro. A OBMEP desenvolve junto a seus alunos um programa de Iniciação científica júnior e outro de preparação para competições internacionais.

### Química
A Olimpíada Brasileira de Química (OBQ) foi a segunda olimpíada em nível nacional criada no Brasil, tendo sua primeira edição em 1986 pelo Instituto de Química da Universidade de São Paulo. A olimpíada foi criada para a participação na Olimpíada Internacional de Química (IChO). No entanto, não houve continuidade e, após três edições, a olimpíada foi interrompida. 
Em 1991, o professor Sérgio Melo da Universidade Federal do Ceará começou a organizar a Olimpíada Cearense de Química. O surgimento de modelos parecidos nos estados vizinhos levou Sérgio a encabeçar a organização, em 1995, da Olimpíada Norte-Nordeste de Química (ONNeQ) e, em 1996, a retomada da OBQ, realizada até hoje a partir da UFC. 
A estrutura da OBQ é ligeiramente diferente: a primeira e segunda fases fazem parte das olimpíadas estaduais de química (que são realizadas em todos os estados), ou seja, acontecem de forma descentralizada. Assim, só fazem propriamente a prova nacional os melhores alunos de cada estado. As fases IV, V e VI são a seleção dos estudantes que representam anualmente o Brasil na IChO e na Olimpíada Iberoamericana de Química.
Além disso, em âmbito nacional, em duas fases, realiza a Olimpiada Brasileira de Química Júnior destinada aos estudantes de 8o. e 9o. anos do ensino fundamental.

### Astronomia

#### Nacional
A primeira edição da Olimpíada Brasileira de Astronomia aconteceu em 1998, a partir do contato entre o professor Daniel Fonseca Lavouras a e o astrônomo russo Mikhail Gavrilov, presidente da Olimpíada Internacional de Astronomia (IAO).
A partir da segunda edição edição, a Sociedade Astronômica Brasileira abraçou o evento, através do professor João Canalle. Nessa edição, 15 mil estudantes participaram. 
De todas as olimpíadas brasileiras, a OBA é a que alcança o maior número de séries escolares, indo do primeiro ano do ensino fundamental ao último ano do ensino médio[carece de fontes?].

#### Regionais
Em 2008, houve a tentativa de fundar uma Olimpíada Paulista de Astronomia e Ciências Espaciais (OPACE); o projeto, entretanto, não chegou a ser realizado.
Em 2015 foi realizada a primeira Olimpíada Pernambucana de Astronomia e Astronáutica (OPA), realizada com escolas públicas e particulares de todo o estado de Pernambuco, com um total de 1000 estudantes de ensino médio, com coordenação é do Instituto Federal de Pernambuco.

### Física
O professor Shigueo Watanabe, da Academia de Ciências do Estado de São Paulo, organizou uma Olimpíada Paulista de Física (em paralelo à de matemática que ele já organizava) entre 1985 e 87, mas por falta de apoio essa experiência não foi continuada. 
A partir de 1995, o Centro de Divulgação Científica e Cultural da USP de São Carlos começa a organizar uma olimpíada de física envolvendo alguns estados da federação (BA, GO, PA, PE, RJ). Outros estados já possuíam olimpíadas estaduais de física (CE e PB desde 93, MG desde 94). Assim, a experiência bem sucedida levou a Sociedade Brasileira de Física a organizar, a partir de 1999, a Olimpíada Brasileira de Física, para participantes do oitavo ano do Ensino Fundamental ao fim do Ensino Médio. A OBF realiza uma seleção específica para a participação brasileira na Olimpíada Internacional de Física (IPhO) e na Olimpíada Iberoamericana de Física (OIbF).
Já a Olimpíada Paulista de Física é retomada em 2004 pela Associação Paulista de Professores de Física (APROFI). A equipe brasileira participante na IJSO era escolhida a partir desta olimpíada até 2009, quando a B8 Projetos Educacionais começou a organizar a IJSO Brasil.
Em 2010, foi implantada, em caráter experimental em quatro estados (BA, GO, PI, SP), uma Olimpíada Brasileira de Física na Escola Pública (OBFEP), como uma etapa especial da OBMEP organizada pela coordenação da OBF.

### Computação e Tecnologia
O ensino de tecnologia é uma necessidade nova e sua importância aumenta rápido na sociedade, o que jusfica a criação de olimpíadas seguindo tais temas. No Brasil, há quatro iniciativas desta natureza:: a Olimpíada Brasileira de Informática (OBI), desde 1999; a Competição Brasileira de Robótica (CBR), desde 2003; Olimpíada Brasileira de Robótica (OBR), desde 2007 e o TJR Torneio Juvenil de Robótica, desde 2009; Torneio Feminino de Computação desde 2020.  As duas primeiras são organizadas pela Sociedade Brasileira de Computação, a segunda é organizada também pela Sociedade Brasileira de Automática e pela Unesp e a terceira organizada pelo Movimento Meninas Olímpicas da UFSM. Existe também a Maratona de Programação, destinada a alunos do ensino superior. A Competição Brasileira de Robótica que, desde 2015, tem abrigado anualmente a Latin American Robotics Competition tem obtido o fomento dentre outros do CNPq e da Capes.
Nas provas práticas da OBR, da CBR, do TJR e da Maratona, a participação dos estudantes ocorre através de equipes formadas por eles, antes desses eventos, com a finalidade de participar em desafios, cuja solução só pode ser obtida em grupo. Já na OBI, na prova teórica da OBR e na prova teórica do TJR (ENATER --Exame Nacional de Tecnologia em Robótica) a participação é individual.
Os melhores colocados na OBI em cada uma das 5 categorias são chamados para cursos de programação organizados por eles. Dependendo da modalidade em que eles foram premiados, os alunos assistem aulas de níveis diferentes, desde o básico de programação, para aqueles que participaram de iniciação e não sabem programar, chegando a tópicos avançados de computação para alunos de Programação Nível 2. Os alunos melhor colocados na OBI modalidade Programação Nível 2 são chamados para a seletiva para as olimpíadas internacionais de informática. Dela saem os participantes brasileiros da Olimpíada Internacional de Informática (IOI), da Competição Iberoamericana de Informática (CIIC) e da Olimpíada Europeia de Informática para Meninas (EGOI).
Além disso, as equipes selecionadas pela OBR e pela CBR, em suas provas práticas, participam da RoboCup na edição do ano seguinte
As equipes selecionadas pelo TJR, em suas provas práticas, participam do ITR International Tournament of Robots na edição do ano seguinte.
Existem algumas olimpíadas estaduais de informática, como a Olimpíada Paraibana de Informática (OPI), a Olimpíada Cearense de Informática (OCI), e a Olimpíada Pernambucana de Informática (OPEI).

### Ciências Biológicas
Há a Olimpíada Brasileira de Biologia, a Olimpíada Brasileira de Saúde e Meio Ambiente (interdisciplinar) e a Olímpiada Brasileira de Neurociências (Brazilian Brain Bee).

### Ciências Humanas
Tradicionalmente associadas a matemática e a ciências naturais, as olimpíadas de conhecimento apenas recentemente começaram a invadir o conhecimento humanístico. Em nível nacional, existem: a Olimpíada Nacional em História do Brasil (ONHB), fundada em 2009 pelo Museu Exploratório de Ciências da Unicamp, e a Olimpíada Brasileira de Linguística, com primeira edição prevista para o início de 2011. Há também a Olimpíada Nacional de Filosofia] (ONFIL), a Olimpíada Brasileira de Relações Étnico-Raciais, Afro-Brasileiras, Africanas e Indígenas] (OBERERI)

### Linguagens
Atualmente, na área de linguagens, existem grandes olimpíadas: a Olimpíada Brasileira de Linguística (OBL), Olimpíada de Português (OP) e a Olimpíada Brasileira de Língua Inglesa] (OBLI)

### Outros
Há ainda alguns modelos de olimpíada muito diferentes do tradicional, como o Desafio Nacional Acadêmico e o IYPT Brasil. Há também algumas olimpíadas de ciências em geral para estudantes mais jovens, a Olimpíada Brasileira de Ciências e a Olimpíada Nacional de Ciências.

### Lista de Olimpíadas Nacionais
As olimpíadas brasileiras de conhecimento, em ordem cronológica de criação, são as seguintes:
| Fundação | Nome                                                    | Sigla                    | Instituição realizadora    | Competições internacionais associadas   |
| -------- | ------------------------------------------------------- | ------------------------ | -------------------------- | --------------------------------------- |
| 1979     | Olimpíada Brasileira de Matemática                      | OBM                      | SBM, IMPA                  | IMO, OIM, PAGMO, OMCPLP, Cone Sul, Maio |
| 1986     | Olimpíada Brasileira de Química                         | OBQ                      | UFC, UFPI, ABQ             | IChO                                    |
| 1998     | Olimpíada Brasileira de Astronomia                      | OBA                      | SAB, AEB                   | IOAA, OLAA, IAO (até 2007)              |
| 1999     | Olimpíada Brasileira de Física                          | OBF                      | SBF                        | IPhO, OIbF, EUPhO                       |
| 1999     | Olimpíada Brasileira de Informática                     | OBI                      | SBC, Unicamp               | IOI                                     |
| 2001     | Olimpíada Brasileira de Saúde e Meio Ambiente           | Obsma                    | Fundação Oswaldo Cruz      | -                                       |
| 2003     | Competição Brasileira de Robótica                       | CBR                      | FEI                        | -                                       |
| 2004     | Torneio Brasileiro de Jovens Físicos                    | IYPT Brasil              | B8 Projetos                | IYPT                                    |
| 2005     | Olimpíada Brasileira de Matemática das Escolas Públicas | OBMEP                    | MEC, SBM, IMPA             | -                                       |
| 2005     | Olimpíada Brasileira de Biologia                        | OBB                      | Instituto Butantã          | IBO                                     |
| 2006     | Desafio Nacional Acadêmico                              | DNA                      | ProNEAD, ESPM              | -                                       |
| 2007     | Olimpíada Brasileira de Robótica                        | OBR                      | SBC, SBA, Unesp            | RoboCup                                 |
| 2009     | Olimpíada Nacional em História do Brasil                | ONHB                     | Unicamp                    | -                                       |
| 2009     | Olimpíada Internacional Júnior de Ciências Brasil       | IJSO Brasil              | B8 Projetos                | IJSO                                    |
| 2009     | Torneio Juvenil de Robótica                             | TJR                      | Comphaus, USP, UNIP        | -                                       |
| 2010     | Olimpíada Brasileira de Física na Escola Pública        | OBFEP                    | SBF                        | -                                       |
| 2011     | Olimpíada Brasileira de Linguística                     | OBL                      | Instituto Vertere, ABRALIN | IOL                                     |
| 2011     | Olimpíada Brasileira de Agropecuária                    | OBAP                     | IF Sul de Minas            | IESO                                    |
| 2013     | Olimpíada Brasileira de Neurociências                   | OBN, Brazilian Brain Bee | UFRJ, OCC                  | International Brain Bee                 |
| 2015     | Olimpíada Brasileira de Geografia                       | OBG                      |                            | iGeo                                    |
| 2015     | Olimpíada Brasileira de Cartografia                     | OBRAC                    | UFF                        | -                                       |
| 2016     | Olimpíada Nacional de Ciências                          | ONC                      | UFPI                       | -                                       |
| 2017     | Olimpíada Brasileira de Economia                        | OBECON                   | Instituto Vertere          | IEO                                     |
| 2018     | Olimpíada Nacional de Aplicativos                       | ONDA                     | Uergs                      | -                                       |
| 2019     | Olimpíada Brasileira de Educação Financeira             | OBEF                     | UFPB                       | -                                       |
| 2019     | Olimpíada Brasileira de Satélites                       | OBSat                    | UFSCar                     |                                         |
| 2019     | Sapientia, Olimpíada do Futuro                          | Sapientia                | Instituto Vertere          | -                                       |
| 2020     | Torneio Feminino de Computação                          | TFC                      | UFSM                       | -                                       |
| 2021     | Olimpíada Brasileira de Inteligência Artificial         | Celeritas                | Instituto Vertere, UFPel   | IOAI                                    |
| 2023     | Olimpíada de Português                                  | OP                       | Instituto Philotimia       | -                                       |

O Portal Olimpíadas Científicas, mantido pela Universidade Federal de Santa Maria, reúne informações sobre estas e outras olimpíadas que ocorrem no país.

## Em Portugal
Para além das competições listadas abaixo, dada a dificuldade e o grau de exigência das provas, existem alguns grupos e eventos que preparam os alunos para conseguirem uma melhor prestação. Os mais conhecidos em Portugal são o  Delfos] (Olimpíadas da Matemática) e o Projecto Quark!] (Olimpíadas da Física), ambos projectos da Universidade de Coimbra.
| Sigla | Nome                                 | Fundação | Anos de Escolaridade                       | Provas Internacionais | Apuramento para olimpíadas internacionais                   | Instituição(ões) organizadora(s) |
| ----- | ------------------------------------ | -------- | ------------------------------------------ | --- | ----------------------------------------------------------- | --- |
| OPM   | Olimpíadas Portuguesas de Matemática | 1980     | 3º ano - 12º ano                           | Olimpíada Internacional de Matemática (IMO) Olimpíada Iberoamericana de Matemática (OIAM) Olimpíada de Matemática da Comunidade dos Países de Língua Portuguesa (OMCPLP) | 8º ano - 12º ano                                            | Sociedade Portuguesa de Matemática (SPM) |
| OdF   | Olimpíadas de Física                 | 1985     | 9º ano (Escalão A) 11º ano (Escalão B)     | Olimpíada Internacional de Física (IPhO) Olimpíada Iberoamericana de Física (OIbF)                                                                                       | 9º ano (European Union Science Olympiad - EUSO) * 11º ano * | Sociedade Portuguesa de Física (SPF) |
| OPB   | Olimpíadas Portuguesas de Biologia   | 2010     | 9º ano (Júnior) 10º ano - 12º ano (Sénior) | Olimpíada Internacional de Biologia (IBO) Olimpíada Iberoamericana de Biologia (OIAB)                                                                                    | 9º ano (EUSO) 10º ano - 12º ano                             | Ordem dos Biólogos |
| OA    | Olimpíadas de Astronomia             | 2005     | 10º ano - 12º ano                          | Olimpíada Internacional de Astronomia e Astrofísica (OIAA) | 10º ano - 12º ano                                           | Sociedade Portuguesa de Astronomia (SPA) |
| OB    | Olimpíadas de Biotecnologia          | 2006     | 10º ano - 12º ano                          | |                                                             | Escola Superior de Biotecnologia da Universidade Católica Portuguesa Porto Sociedade Portuguesa de Biotecnologia                                       |
| ONI   | Olimpíadas Nacionais de Informática  | 1989     | A partir do ensino básico                  | Olimpíada Internacional de Informática (IOI) Concurso Iberoamericano de Informática por Correspondência (CIIC)                                                           | A partir do ensino básico                                   | Associação para a Promoção e Desenvolvimento da Sociedade da Informação (APDSI) Faculdade de Ciências da Universidade do Porto Universidade do Algarve |
| ONF   | Olimpíadas Nacionais de Filosofia]   | 2011     | 10º ano - 12º ano                          | Olimpíada Internacional de Filosofia (IPO) | 10º ano - 12º ano                                           | PROSOFOS - Associação para a Promoção da Filosofia |
| OQ    | Olimpíadas de Química                | 2000     | 8° ano - 12° ano                           | | 8º e 9º anos (EUSO) * 10º e 11º anos *                      | Sociedade Portuguesa de Química (SPQ) |

* Provas de apuramento realizadas geralmente no ano seguinte ao da pré-seleção.

### Outras competições
| Sigla     | Nome                                                          | Nome                                     | Anos de Escolaridade | Fundação | Instituição(ões) organizadora(s) |
| --------- | ------------------------------------------------------------- | ---------------------------------------- | -------------------- | -------- | --- |
| PmatE CNC | Projeto Matemática Ensino - Competições Nacionais de Ciência] | CNC na UA                                | 3º ano - 12º ano     | 1989     | Universidade de Aveiro |
| PmatE CNC | Projeto Matemática Ensino - Competições Nacionais de Ciência] | CNC em rede                              | 3º ano - 12º ano     | 1989     | Universidade de Aveiro |
| CNJM      | Campeonato Nacional de Jogos Matemáticos                      | Campeonato Nacional de Jogos Matemáticos | 1º ano - 12º ano     | 2004     | Associação Ludus (AL) |
| "Canguru" | Canguru Matemático sem Fronteiras                             | Canguru Matemático sem Fronteiras        | 2º ano - 12º ano     | 2005     | Departamento de Matemática da Faculdade de Ciências e Tecnologia da Universidade de Coimbra com o apoio da Sociedade Portuguesa de Matemática |

## Vagas olímpicas em processos seletivos
As olimpíadas de conhecimento tipicamente servem para motivar os estudantes aos estudos e divulgar determinados assuntos. No entanto, recentemente elas também se tornaram uma forma de acesso ao ensino superior, por meio das vagas olímpicas reservadas por algumas universidades e outras instituições de ensino.
No Brasil, oferecem vagas olímpicas as universidades Unicamp, Unesp, USP, em São Paulo, e UNIFEI, em Minas Gerais. A modalidade se tornou especialmente atrativa durante a Pandemia de COVID-19, devido às dificuldades de organizar provas presenciais para a seleção.
A Unicamp oferece vagas olímpicas desde 2018, para medalhistas das olimpíadas de Matemática, Biologia, Física, Química, História e Robótica. Para alguns cursos, havia o requisito de ter conquistado medalha de ouro ou prata, ou apenas de ouro.
A Unesp ofertou 195 vagas em 30 cursos para ingresso em 2020, para medalhistas de 24 olimpíadas nacionais e internacionais.
A USP ofereceu vagas em 60 cursos para ingresso em 2020, a maioria deles priorizando medalhistas de olimpíadas internacionais, como as International Mathmatical Olympiad e International Physics Olympiad, ficando medalhistas de olimpíadas nacionais com menor prioridade para ingresso. Para ingresso em 2024, a USP ofereceu 200 vagas em mais de 100 cursos para medalhistas olímpicos.
A Unifei iniciou a oferta de vagas olímpicas em 2020, para medalhistas de 24 olimpíadas. As vagas foram divididas para candidatos egressos de escola pública ou de ampla concorrência (em que todos podem participar, independente da escola cursada).
O Instituto Federal do Sul de Minas Gerais ofereceu vagas em todos os seus cursos técnicos nível médio para medalhistas de 28 olimpíadas, em 2020. Cada curso elencou as olimpíadas aceitas em ordem de prioridade. Por exemplo, um medalhista da Olimpíada Brasileira de Matemática das Escolas Públicas estaria na primeira prioridade para preencher vagas para técnico em agrimensura, mas na quarta prioridade para preencher vagas do curso de técnico em meio ambiente, que prioriza medalhistas da Olimpíada Brasileira de Saúde e Meio Ambiente.
A Universidade Federal do Mato Grosso do Sul ofereceu vagas olímpicas em 2023.